# Gumpold z Mantovy
Gumpold z Mantovy také Gumbald, Gumpoldo (fl. 10. století) byl italský katolický biskup, osmý z mantovské diecéze.

## Život
Kolem roku 966 byl zvolen mantovským biskupem, jak dokládá směnná listina s Adalbertem Atto di Canossou, týkající se majetku v provincii Reggio Emilia a města Mantovy. V roce 967 se zúčastnil synody konané v Ravenně. Patřil pravděpodobně mezi příznivce císaře Oty II., na jehož příkaz v roce 983 přepsal Život svatého Václava. V roce 981 uznal biskup Gumpold hraběti Adalbertovi Atto di Canossovi část vlastnictví ostrova, na němž mělo být vybudováno opatství San Benedetto in Polirone.